# 威廉斯塔德 (北布拉邦省)

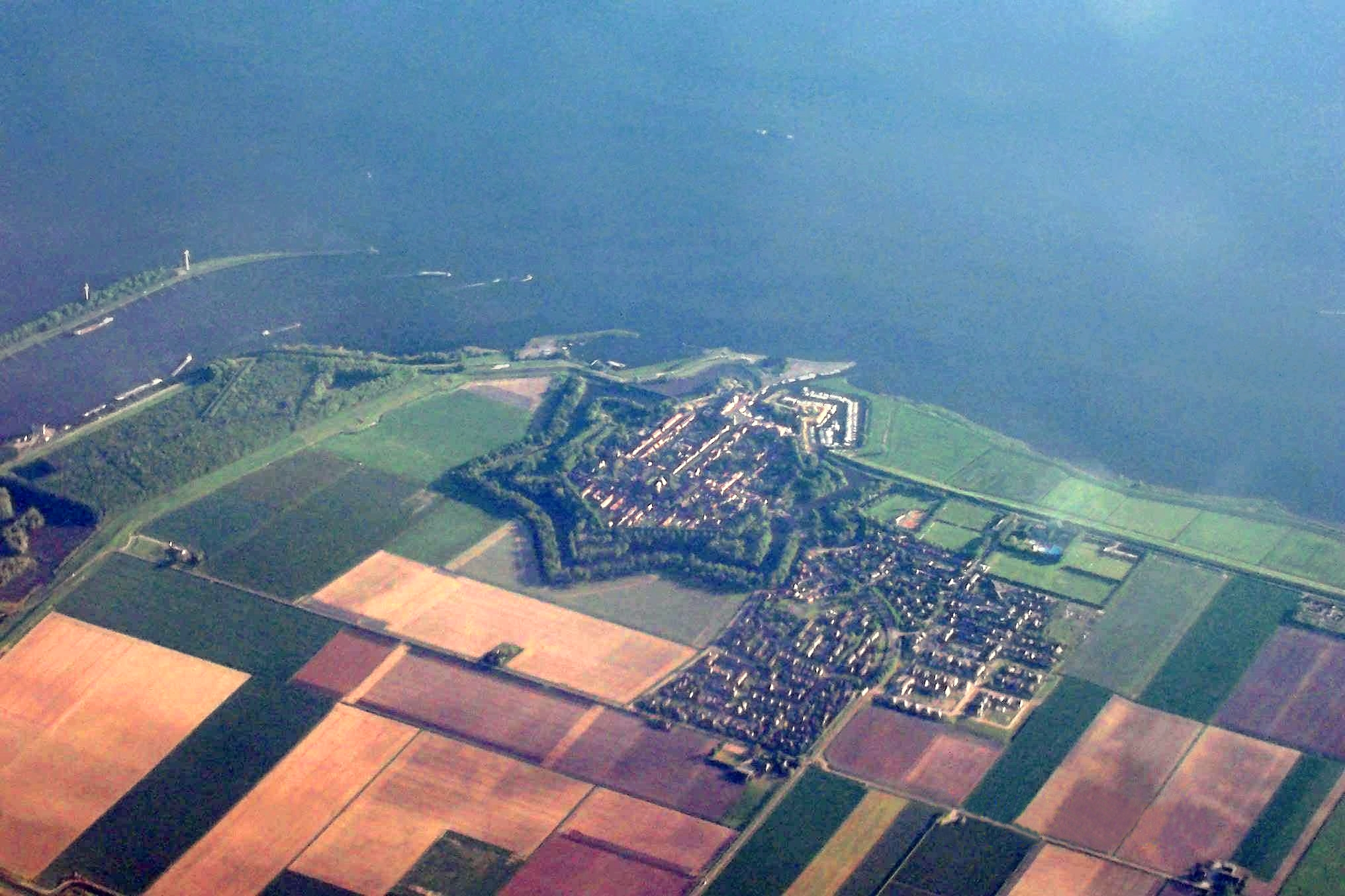

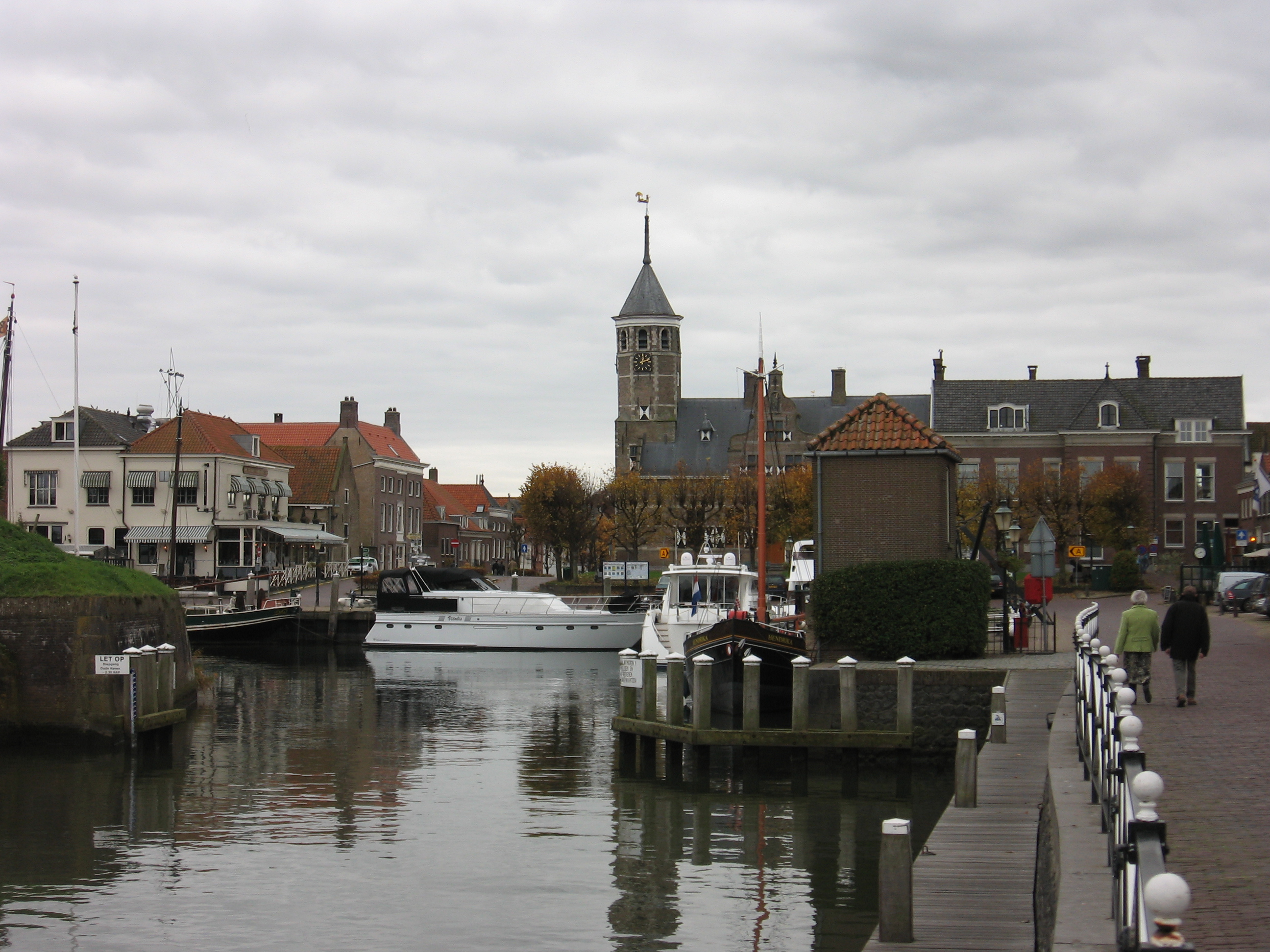

威廉斯塔德是荷蘭的城市，位於該國南部，由北布拉邦省負責管轄，鎮上建於1587年的舊市政廳於1620年進一步美化，主要經濟活動是旅遊業，2012年人口3,062。
51°41′31″N 4°26′16″E / 51.69194°N 4.43778°E